# دونالد آرتور گلایزر

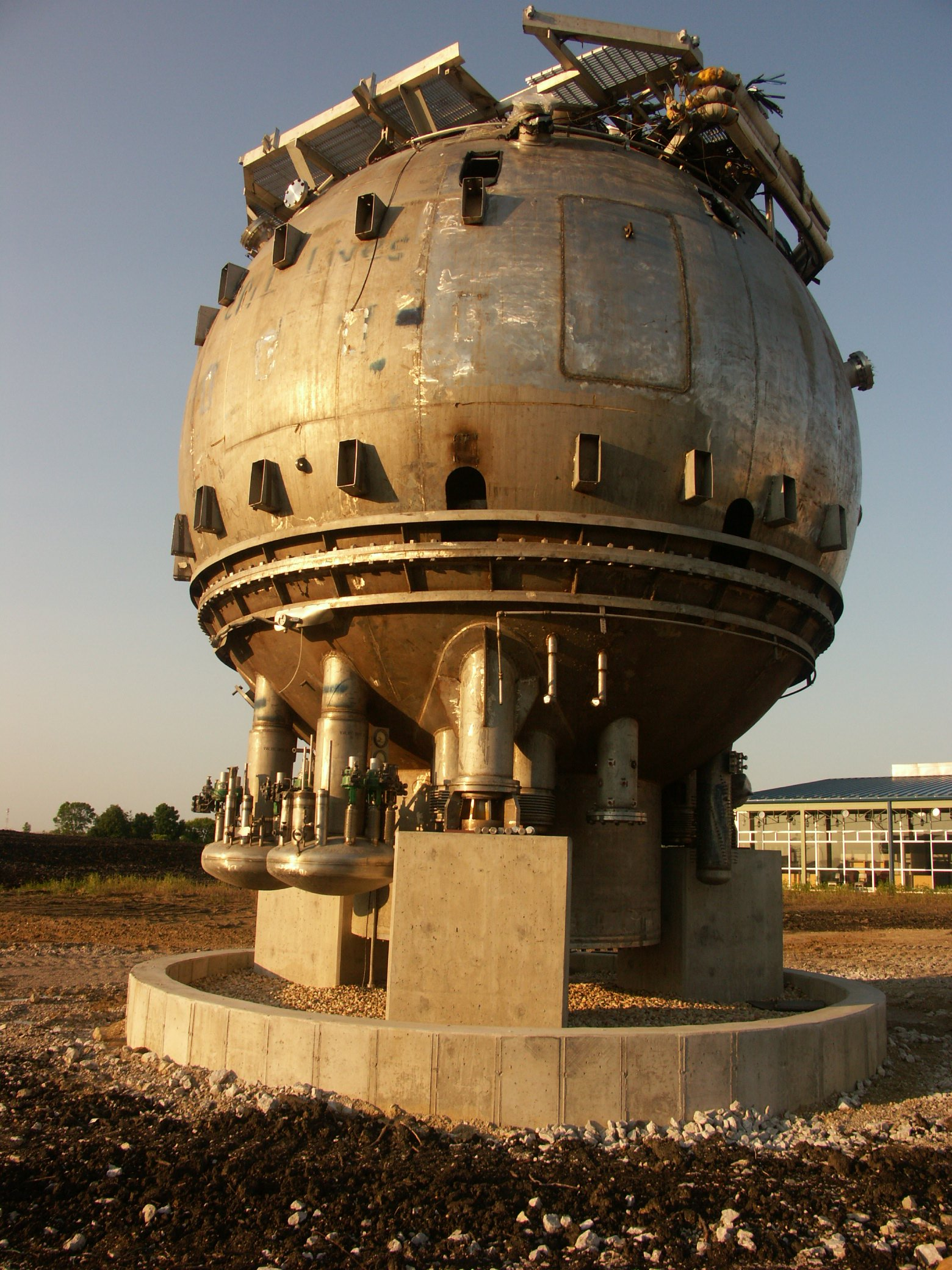

دونالد آرتور گلاسر (به انگلیسی: Donald Arthur Glaser) (متولد ۲۱ سپتامبر ۱۹۲۶ – درگذشته ۲۸ فوریه ۲۰۱۳)، فیزیک‌دان آمریکایی و دانشمند نوروبیولوژی بود که در سال ۱۹۶۰ برای ساخت و اختراع اتاقک حباب موفق به دریافت جایزه نوبل در فیزیک شد.